# Michael Waldmann der Jüngere
Michael Waldmann der Jüngere (getauft 2. Juli 1640 in Innsbruck; † 11. Mai 1682 ebenda) war ein österreichischer Barockmaler.

## Leben und Werk

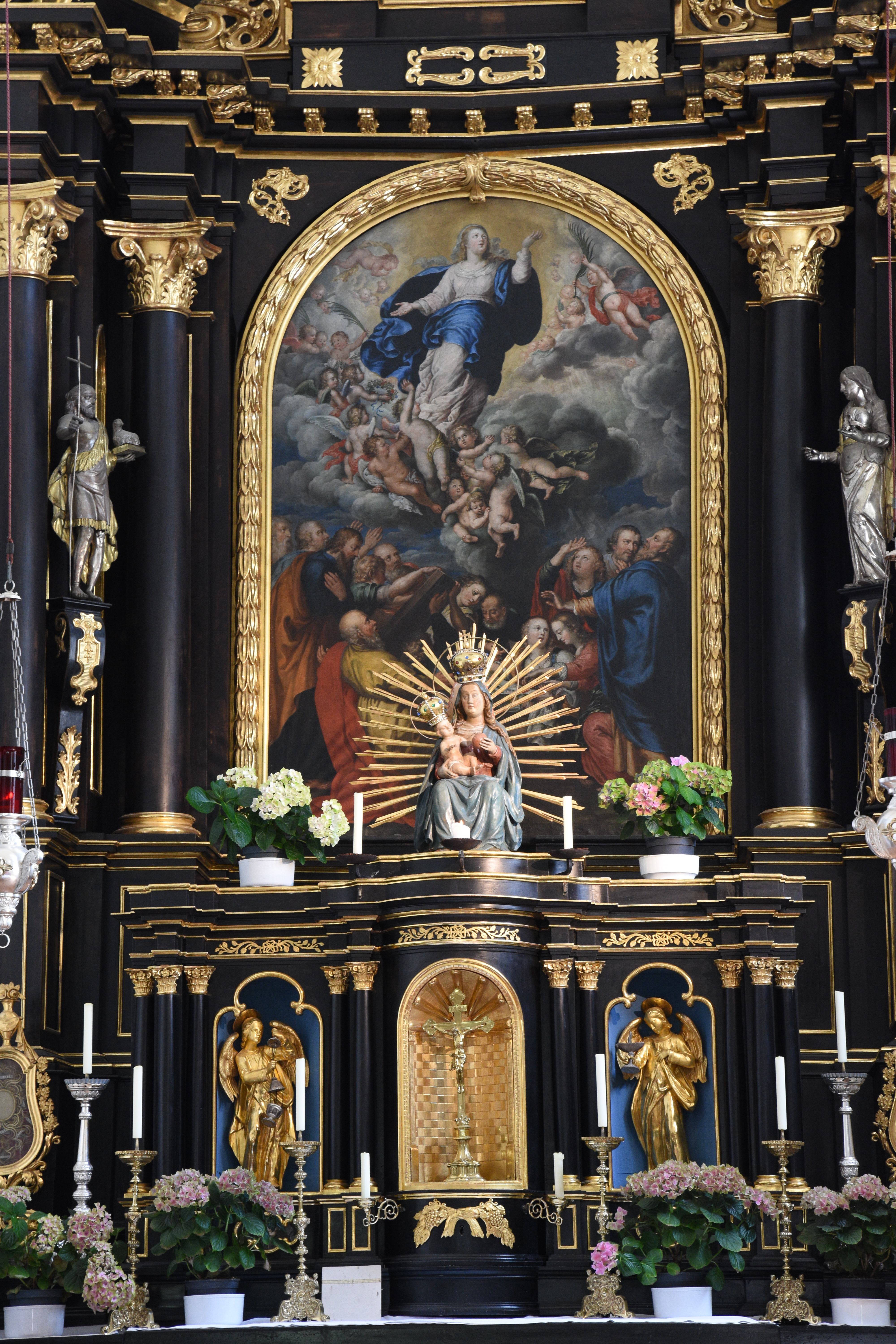
Hochaltarbild Mariä Himmelfahrt, Wallfahrtskirche Maria Waldrast

Michael Waldmann der Jüngere war der Sohn Michael Waldmanns des Älteren und der ältere Bruder von Kaspar Waldmann. Er war mit Anna Konstantia Kaufmann verheiratet, das Paar hatte die Tochter Maria Magdalena und den Sohn Johann Josef, der ebenfalls Maler wurde. Michael Waldmann suchte um das Bürgerrecht in Innsbruck an, starb aber, bevor das Gesuch bearbeitet wurde. Auf die Bitte der Witwe wurden die Kinder 1684 als Bürgerkinder eingeschrieben.
Michael Waldmann wurde als Hofmaler bezeichnet, er schuf 1673 ein Castrum doloris für Erzherzogin Claudia Felizitas und entwarf 1678 eine Ehrenpforte für Karl von Lothringen. Für die Wallfahrtskirche Maria Waldrast malte er 1666 zwei Altarblätter, das Chorfresko aus derselben Zeit wird ihm zugeschrieben.